# Вила-Нова-да-Барония
Вила-Нова-да-Барония (порт.  Vila Nova da Baronia) — фрегезия (район) в муниципалитете Алвиту округа Бежа в Португалии. Территория — 124,54 км². Население — 1328 жителей. Плотность населения — 10,7 чел/км².